# Giuseppe Albini (fisiologo)
Giuseppe Albini (Milano, 27 settembre 1827 – Torino, 18 gennaio 1911) è stato un fisiologo italiano.

## Biografia
Espulso dall'Università degli Studi di Pavia per le chiare idee rivoluzionarie (aveva partecipato ai moti del 1848), emigrò prima in Austria, poi a Berlino e infine nei Paesi Bassi.
Insegnò a livello universitario a Cracovia (1857-1859), Parma (1860) e Napoli (1860-1905). Si occupò soprattutto di ottica e chimica.

## Opere
- Ricerche sul veleno della salamandra maculata, 1854
- Lezioni di embriologia, 1867
- Trattato delle funzioni riproduttive e d'embriologia, 1868
- Sull'istruzione superiore e sull'ordinamento degli studj di medicina e di chirurgia, 3ª ed., 1882

### Traduzioni
- G. Hermann Meyer, Trattato di anatomia fisiologica umana, 1867